# Estat Nord-peruà
L'Estat Nord-peruà (castellà: Estado Nor-Peruano) o la República Nord-peruana va ser un estat sobirà d'Amèrica del Sud que va existir entre 1836 i 1839 i que formava part de la Confederació de Perú i Bolívia al costat de l'Estat Sud-peruà i de Bolívia. La seva capital era la ciutat de Lima.
Limitava amb Colòmbia i l'Equador i estava format pels departaments de La Libertad (capital Trujillo), Amazones, Lima i Junín.

## Divisió administrativa
| Divisió administrativa | L'Estat Nord-peruà estava subdividit en quatre departaments: 1.- Amazones 2.- Lima 3.- Junín 4.- La Libertad |